# Wappen des Landkreises Nordwestmecklenburg
Das von 1996 bis 2011 geführte Wappen des Landkreises Nordwestmecklenburg war neben der Flagge das offizielle Hoheitszeichen des Landkreises Nordwestmecklenburg.

## Blasonierung
„Gespalten; vorn in Gold am Spalt ein halber herschauender schwarzer Stierkopf mit silbernen Hörnern, goldener Krone, geöffnetem Maul, silbernen Zähnen, ausgeschlagener roter Zunge und abgerissenem Halsfell, dessen Randung bogenförmig ausgeschnitten ist; hinten in Blau ein stehender goldener Bischofsstab.“

## Geschichte
Entworfen wurde das Wappen vom Schweriner Heraldiker Heinz Kippnick 1996.
Der dargestellte Stierkopf symbolisiert die Herrschaft und das spätere Herzogtum Mecklenburg. Der Bischofsstab wurde dem Wappen des Bistums Ratzeburg entnommen, das 1648 säkularisiert und zum Fürstentum Ratzeburg wurde. Zudem symbolisiert er die einst zum Bistum Schwerin zählenden Gebiete.
Die Genehmigung zur Führung des Wappens erfolgte durch den Beschluss des Innenministeriums des Landes Mecklenburg-Vorpommern vom 1. Juli 1996. Das Wappen wurde unter der Registernummer 116 in die Wappenrolle des Landes Mecklenburg-Vorpommern eingetragen.
Mit der Kreisgebietsreform in Mecklenburg-Vorpommern am 4. September 2011 wurde die bisher kreisfreie Stadt Wismar in den Kreis eingegliedert und gleichzeitig Kreisstadt. Es existiert ein neuer Wappenentwurf, dem der Kreistag im Dezember 2011 bereits zustimmte.